# Johannes Rohrweck
Johannes Rohrweck (5 agosto 1990) è uno sciatore freestyle austriaco, specializzato nella disciplina dello ski cross.

## Biografia
In Coppa del Mondo ha esordito il 7 gennaio 2011 a Sankt Johann in Tirol (39º) e ha ottenuto il primo podio il 25 gennaio 2014 a Kreischberg (2º).
In carriera ha partecipato a un'edizione dei Campionati mondiali (17º a Kreischberg 2015).

## Palmarès

### Coppa del Mondo
- Miglior piazzamento nella Coppa del Mondo di ski cross: 6º nel 2022
- Miglior piazzamento in classifica generale: 55º nel 2019
- 7 podi:
  - 2 vittorie
  - 1 secondo posto
  - 4 terzi posti

#### Coppa del Mondo - vittorie
| Data             | Località    | Paese   | Specialità |
| ---------------- | ----------- | ------- | ---------- |
| 19 febbraio 2021 | Reiteralm   | Austria | SX         |
| 8 dicembre 2022  | Val Thorens | Francia | SX         |

Legenda:

SX = ski cross